# Cristian Chivu
Cristian Eugen Chivu (pronunciación en rumano: /kristiˈan e.uˈdʒen ˈkivu/; Reşiţa; 26 de octubre de 1980) es un exfutbolista y entrenador rumano que jugaba de defensa central. Actualmente dirige al Inter de Milán de la Serie A.

## Trayectoria

### Como jugador
Chivu comenzó a jugar en el CSM Resita de su ciudad natal, y más tarde el Universitatea Craiova lo adquiere. Su estilo de juego despertaba interés, por lo que sus actuaciones despertaron el interés de algunos clubes más grandes fuera de Rumania.El club neerlandés Ajax quedó particularmente impresionado con él y lo contrató en 1999.

#### Ajax
En el Ajax, desarrolló una reputación como un defensa confiable y un especialista del tiro libre. Por entonces, el entrenador Ronald Koeman lo nombró capitán del club, en las tres temporadas que estuvo se convirtió en uno de los defensas más codiciados del mercado y su progreso como jugador fue enorme.En el año 2000 logró un triplete con el cuadro neerlandés: Liga, Copa y Supercopa.

#### Roma
En el verano del 2003, fue fichado por la Roma por €18 millones.En su primera temporada con los Giallorossi, jugó a un nivel muy alto y creó un excelente entendimiento con su compañero Walter Samuel, tanto que al final del campeonato, la defensa del equipo fue la menos derrotada del torneo.En las dos campañas siguientes, formó equipo con Philippe Mexès y ganó una Copa Italia.

#### Inter de Milán
En el verano de 2007, fichó para el Inter de Milán, que lo adquirió por una suma cercana a los €15 millones, descartando así las ofertas del Barcelona y del Real Madrid, y una renovación de contrato de su anterior equipo.En enero de 2010, se alejó temporalmente de los estadios por una fractura de cráneo en un encuentro ante el Chievo Verona.No obstante, se recuperó bastante pronto y el 22 de mayo fue titular en la final ante el Bayern Múnich por el trofeo de la Liga de Campeones.
El 31 de marzo de 2014, se anunció la rescisión de su contrato y ese mismo día comunicó su retiro del fútbol en su página de Facebook.

### Como entrenador

#### Inicios
En otoño de 2017 comenzó a seguir el curso especial de entrenadores de la UEFA, que lo habilita para entrenar a todos los equipos juveniles, a los primeros equipos hasta la Serie C y al puesto de entrenador asistente en la Serie B y la Serie A.En julio de 2018, asumió al frente del equipo sub-14 del Inter de Milán. En la temporada 2019-20, fue ascendido a dirigir al equipo sub-17.
En la temporada 2020-21, quedó a cargo del equipo sub-18 del Inter, llegando hasta la semifinal del campeonato de la categoría. El 1 de julio de 2021 fue anunciado como nuevo entrenador del equipo Primavera, en sustitución de Armando Madonna.En su primera temporada, conquistando el Torneo Primavera después de derrotar primero al Cagliari en semifinales y luego a la Roma en la final.En junio de 2024, anunció su salida tras la finalización de la campaña.

#### Parma
El 18 de febrero de 2025, fue anunciado como entrenador del Parma. Durante su trayectoria con los Crociati, el equipo logró sumar puntos contra equipos importantes como el Inter de Milán, la Juventus, la Lazio y el Napoli. Con la victoria en la última jornada contra el Atalanta, obtuvo la salvación tras ubicarse en el puesto N°16 con 36 puntos.

#### Inter de Milán
El 6 de junio de 2025, fue nombrado entrenador del Inter de Milán hasta junio de 2027, con opción a extenderlo por un año más.

## Selección nacional
En 1999, Chivu fue elegido para representar al equipo nacional sub-21 de Rumania y rápidamente dio el paso para jugar en la selección mayor. Representó a su país en la Eurocopa 2000 y 2008. A pesar de haber jugado solo cuatro veces antes de la Eurocopa 2000, comenzó los cuatro partidos como titular y anotó su primer gol internacional.
En la Eurocopa 2008, recibió aplausos por su actuación, manteniendo a raya a los campeones anteriores de la Copa Mundial de la FIFA, Italia, y a la subcampeona, Francia, a pesar de jugar en un papel menos familiar como centrocampista de contención. Capitaneó a Rumania en la clasificación para la Copa Mundial de Fútbol de 2010, pero no lograron llegar a los play-offs, terminando quinto en su grupo. El 21 de mayo de 2011, anunció su retiro del equipo nacional.

### Participaciones en Eurocopas
| Copa          | Sede                   | Resultado        | Partidos | Goles |
| ------------- | ---------------------- | ---------------- | -------- | ----- |
| Eurocopa 2000 | Bélgica · Países Bajos | Cuartos de final | 4        | 1     |
| Eurocopa 2008 | Austria · Suiza        | Primera fase     | 3        | 0     |
| Total         | Total                  | Total            | 7        | 1     |

## Estadísticas

### Como jugador
| Club                             | Temporada     | Div.          | Liga  | Liga  | Copas nacionales | Copas nacionales | Torneos internacionales | Torneos internacionales | Otros | Otros | Total | Total |
| Club                             | Temporada     | Div.          | Part. | Goles | Part.            | Goles            | Part.                   | Goles                   | Part. | Goles | Part. | Goles |
| -------------------------------- | ------------- | ------------- | ----- | ----- | ---------------- | ---------------- | ----------------------- | ----------------------- | ----- | ----- | ----- | ----- |
| CSM Reșița · Rumania             | 1996-97       | 2.ª           | 1     | 0     | 0                | 0                | –                       | –                       | –     | –     | 1     | 0     |
| CSM Reșița · Rumania             | 1997-98       | 1.ª           | 23    | 2     | 1                | 0                | –                       | –                       | –     | –     | 24    | 2     |
| CSM Reșița · Rumania             | Total         | Total         | 24    | 2     | 1                | 0                | –                       | –                       | –     | –     | 25    | 2     |
| Universitatea Craiova · Rumania  | 1998-99       | 1.ª           | 26    | 3     | 2                | 0                | –                       | –                       | –     | –     | 28    | 3     |
| Universitatea Craiova · Rumania  | 1999-00       | 1.ª           | 6     | 0     | 0                | 0                | –                       | –                       | –     | –     | 6     | 0     |
| Universitatea Craiova · Rumania  | Total         | Total         | 32    | 3     | 2                | 0                | –                       | –                       | –     | –     | 34    | 3     |
| Ajax de Ámsterdam · Países Bajos | 1999-00       | 1.ª           | 23    | 1     | 1                | 0                | 4                       | 0                       | –     | –     | 28    | 1     |
| Ajax de Ámsterdam · Países Bajos | 2000-01       | 1.ª           | 26    | 5     | 0                | 0                | 4                       | 0                       | –     | –     | 30    | 5     |
| Ajax de Ámsterdam · Países Bajos | 2001-02       | 1.ª           | 32    | 1     | 4                | 0                | 6                       | 0                       | –     | –     | 42    | 1     |
| Ajax de Ámsterdam · Países Bajos | 2002-03       | 1.ª           | 26    | 6     | 3                | 0                | 12                      | 0                       | 1     | 0     | 42    | 6     |
| Ajax de Ámsterdam · Países Bajos | Total         | Total         | 107   | 13    | 8                | 0                | 26                      | 0                       | 1     | 0     | 142   | 13    |
| A. S. Roma · Italia              | 2003-04       | 1.ª           | 22    | 2     | 2                | 0                | 4                       | 0                       | –     | –     | 28    | 2     |
| A. S. Roma · Italia              | 2004-05       | 1.ª           | 10    | 2     | 4                | 0                | 1                       | 0                       | –     | –     | 15    | 2     |
| A. S. Roma · Italia              | 2005-06       | 1.ª           | 27    | 2     | 7                | 0                | 4                       | 0                       | –     | –     | 38    | 2     |
| A. S. Roma · Italia              | 2006-07       | 1.ª           | 26    | 0     | 7                | 0                | 8                       | 0                       | 1     | 0     | 42    | 0     |
| A. S. Roma · Italia              | Total         | Total         | 85    | 6     | 20               | 0                | 17                      | 0                       | 1     | 0     | 123   | 6     |
| Inter de Milán · Italia          | 2007-08       | 1.ª           | 26    | 0     | 3                | 0                | 6                       | 0                       | 1     | 0     | 37    | 0     |
| Inter de Milán · Italia          | 2008-09       | 1.ª           | 21    | 0     | 3                | 0                | 2                       | 0                       | 1     | 0     | 26    | 0     |
| Inter de Milán · Italia          | 2009-10       | 1.ª           | 20    | 1     | 3                | 0                | 9                       | 0                       | 1     | 0     | 33    | 1     |
| Inter de Milán · Italia          | 2010-11       | 1.ª           | 24    | 1     | 3                | 0                | 6                       | 0                       | 4     | 0     | 37    | 1     |
| Inter de Milán · Italia          | 2011-12       | 1.ª           | 14    | 0     | 1                | 0                | 6                       | 0                       | 1     | 0     | 22    | 0     |
| Inter de Milán · Italia          | 2012-13       | 1.ª           | 10    | 1     | 2                | 0                | 3                       | 0                       | 0     | 0     | 15    | 1     |
| Inter de Milán · Italia          | Total         | Total         | 115   | 3     | 15               | 0                | 32                      | 0                       | 8     | 0     | 168   | 3     |
| Total carrera                    | Total carrera | Total carrera | 358   | 27    | 44               | 0                | 74                      | 0                       | 9     | 0     | 486   | 27    |

### Como entrenador
| Equipo                  | Div.                | Temporada           | Liga  | Liga | Liga | Liga | Liga |       | Copa | Copa | Copa | Copa  |   | Internacional | Internacional | Internacional | Internacional | Internacional |   | Otros | Otros | Otros | Otros |   | Totales     | Totales | Totales | Totales | Totales | Totales | Totales | Totales |
| Equipo                  | Div.                | Temporada           | Part. | G    | E    | P    | Pos. | Part. | G    | E    | P    | Part. | G | E             | P             | Pos.          | Part.         | G             | E | P     | Part. | G     | E     | P | Rendimiento | GF      | GC      | Dif.    |         |         |         |         |
| ----------------------- | ------------------- | ------------------- | ----- | ---- | ---- | ---- | ---- | ----- | ---- | ---- | ---- | ----- | - | ------------- | ------------- | ------------- | ------------- | ------------- | - | ----- | ----- | ----- | ----- | - | ----------- | ------- | ------- | ------- | ------- | ------- | ------- | ------- |
| Parma · Italia          | 1.ª                 | 2024-25             | 13    | 3    | 7    | 3    | 16.º | -     | -    | -    | -    | -     | - | -             | -             | -             | -             | -             | - | -     | 13    | 3     | 7     | 3 | 41.03%      | 14      | 13      | +1      |         |         |         |         |
| Parma · Italia          | Total               | Total               | 13    | 3    | 7    | 3    | -    | -     | -    | -    | -    | -     | - | -             | -             | -             | -             | -             | - | -     | 13    | 3     | 7     | 3 | 41.03%      | 14      | 13      | +1      |         |         |         |         |
| Inter de Milán · Italia | 1.ª                 | 2024-25             | -     | -    | -    | -    | -    | -     | -    | -    | -    | -     | - | -             | -             | -             | 4             | 2             | 1 | 1     | 4     | 2     | 1     | 1 | 58.33%      | 5       | 4       | +1      |         |         |         |         |
| Inter de Milán · Italia | 1.ª                 | 2025-26             | 0     | 0    | 0    | 0    | -    | 0     | 0    | 0    | 0    | 0     | 0 | 0             | 0             | -             | 0             | 0             | 0 | 0     | 0     | 0     | 0     | 0 | 0%          | 0       | 0       | +0      |         |         |         |         |
| Inter de Milán · Italia | Total               | Total               | 0     | 0    | 0    | 0    | -    | 0     | 0    | 0    | 0    | 0     | 0 | 0             | 0             | -             | 4             | 2             | 1 | 1     | 4     | 2     | 1     | 1 | 58.33%      | 5       | 4       | +1      |         |         |         |         |
| Total en su carrera     | Total en su carrera | Total en su carrera | 13    | 3    | 7    | 3    | -    | 0     | 0    | 0    | 0    | 0     | 0 | 0             | 0             | -             | 4             | 2             | 1 | 1     | 17    | 5     | 8     | 4 | 45.1%       | 19      | 17      | +2      |         |         |         |         |
| 1. 2. 3.                |                     |                     |       |      |      |      |      |       |      |      |      |       |   |               |               |               |               |               |   |       |       |       |       |   |             |         |         |         |         |         |         |         |

#### Resumen por competiciones
| Competición                  | Partidos | Ganados | Empatados | Perdidos | %      | Resultado        |
| ---------------------------- | -------- | ------- | --------- | -------- | ------ | ---------------- |
| Serie A                      | 13       | 3       | 7         | 3        | 41.03% | 16.º lugar       |
| Copa Italia                  | 0        | 0       | 0         | 0        | 0%     | En disputa       |
| Supercopa de Italia          | 0        | 0       | 0         | 0        | 0%     | En disputa       |
| Liga de Campeones de la UEFA | 0        | 0       | 0         | 0        | 0%     | En disputar      |
| Mundial de Clubes de la FIFA | 4        | 2       | 1         | 1        | 58.33% | Octavos de final |
| TOTAL                        | 17       | 5       | 8         | 4        | 45.1%  | Sin Títulos      |

## Palmarés

### Como jugador

#### Títulos nacionales
| Título                        | Club              | País         | Año  |
| ----------------------------- | ----------------- | ------------ | ---- |
| Divizia B                     | CSM Reșița        | Rumania      | 1997 |
| Eredivisie                    | Ajax de Ámsterdam | Países Bajos | 2002 |
| Copa de los Países Bajos      | Ajax de Ámsterdam | Países Bajos | 2002 |
| Supercopa de los Países Bajos | Ajax de Ámsterdam | Países Bajos | 2002 |
| Copa Italia                   | A. S. Roma        | Italia       | 2007 |
| Serie A                       | Inter de Milán    | Italia       | 2008 |
| Supercopa de Italia           | Inter de Milán    | Italia       | 2008 |
| Serie A                       | Inter de Milán    | Italia       | 2009 |
| Copa Italia                   | Inter de Milán    | Italia       | 2010 |
| Serie A                       | Inter de Milán    | Italia       | 2010 |
| Supercopa de Italia           | Inter de Milán    | Italia       | 2010 |
| Copa Italia                   | Inter de Milán    | Italia       | 2011 |

#### Títulos internacionales
| Título                 | Club           | Sede     | Año  |
| ---------------------- | -------------- | -------- | ---- |
| Liga de Campeones      | Inter de Milán | Madrid   | 2010 |
| Copa Mundial de Clubes | Inter de Milán | Abu Dabi | 2010 |

#### Distinciones individuales
| Distinción                               | Año              |
| ---------------------------------------- | ---------------- |
| Talento del Año del Ajax de Ámsterdam    | 2000             |
| Jugador del Año del Ajax de Ámsterdam    | 2001, 2003       |
| Futbolista del año en los Países Bajos   | 2002             |
| Equipo del año UEFA                      | 2002             |
| Futbolista del año en Rumanía            | 2002, 2009, 2010 |
| Premio internazionale Giacinto Facchetti | 2021             |

### Como entrenador

#### Títulos nacionales
| Título           | Club                  | País   | Año  |
| ---------------- | --------------------- | ------ | ---- |
| Torneo Primavera | Inter de Milán sub-19 | Italia | 2022 |